# Phyllophaga cardini
Phyllophaga cardini är en skalbaggsart som beskrevs av Chapin 1932. Phyllophaga cardini ingår i släktet Phyllophaga och familjen Melolonthidae. Inga underarter finns listade i Catalogue of Life.